# ایدا سیلوربری
ایدا سیلوَرْبَری (۱۸۳۴–۱۸۹۹) نقاش فنلاندی بود که در آلمان، فرانسه و ایتالیا نقاشی می‌کرد.

## پیشینه
سیلوَرْبَری در هلسینکی به دنیا آمد و در سن ۱۵ سالگی، کپی از نقاشی‌ها را در نمایشگاه انجمن هنر فنلاند در سال ۱۸۴۹ آغاز کرد. او در ادامه به نقاشی کپی‌هایی از آثار هنرمندان هلندی در مجموعه گالری آثار استادان قدیمی در درسدن پرداخت. او در سال ۱۸۶۰ جایزه دوم مسابقه دوکات فنلاند را برای تبلیغ هنرمندان جوان و در سال ۱۸۶۲ جایزه اول را در همان مسابقه به دست آورد. سیلوَرْبَری در فلورانس درگذشت.

## نگارخانه

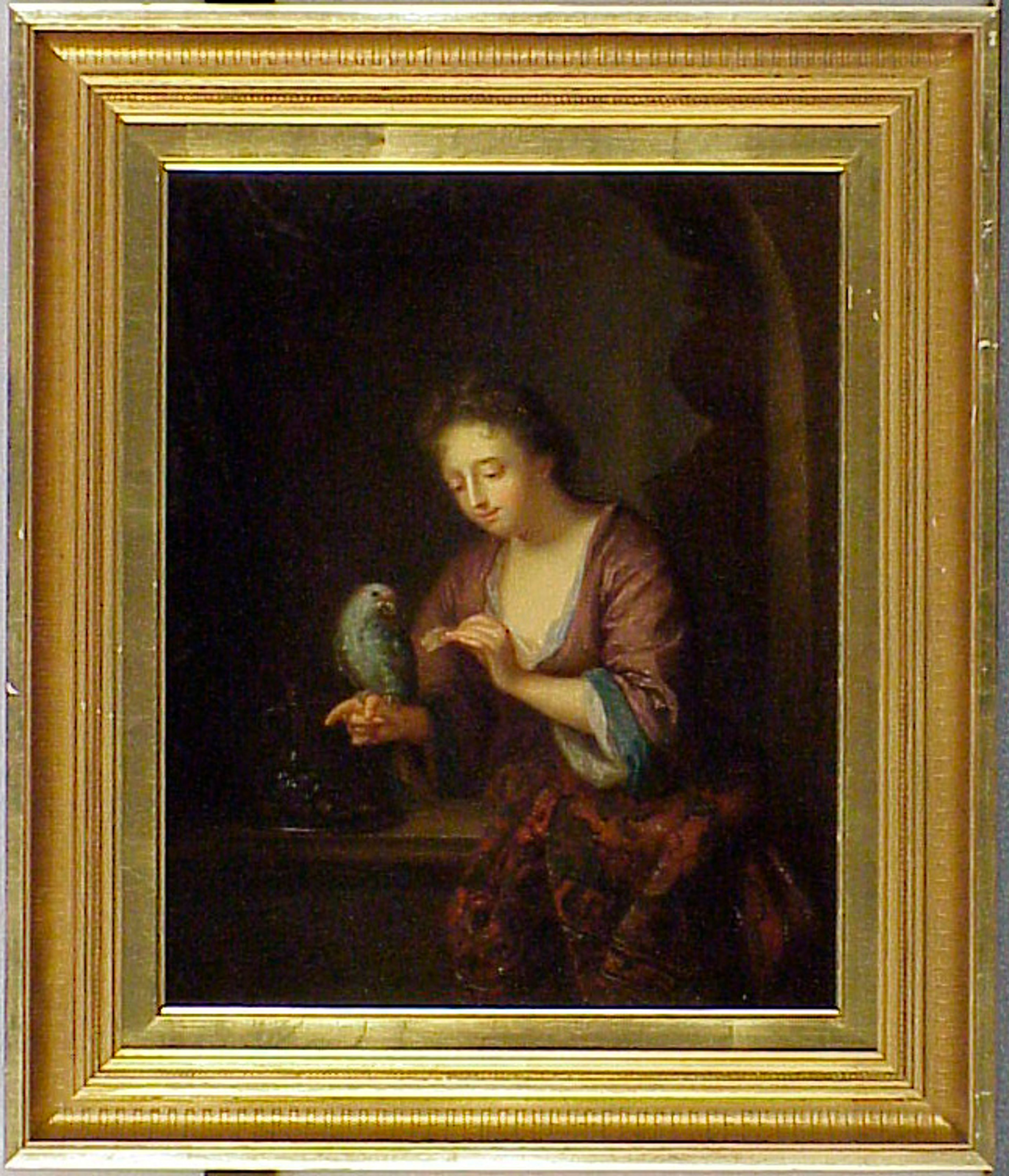
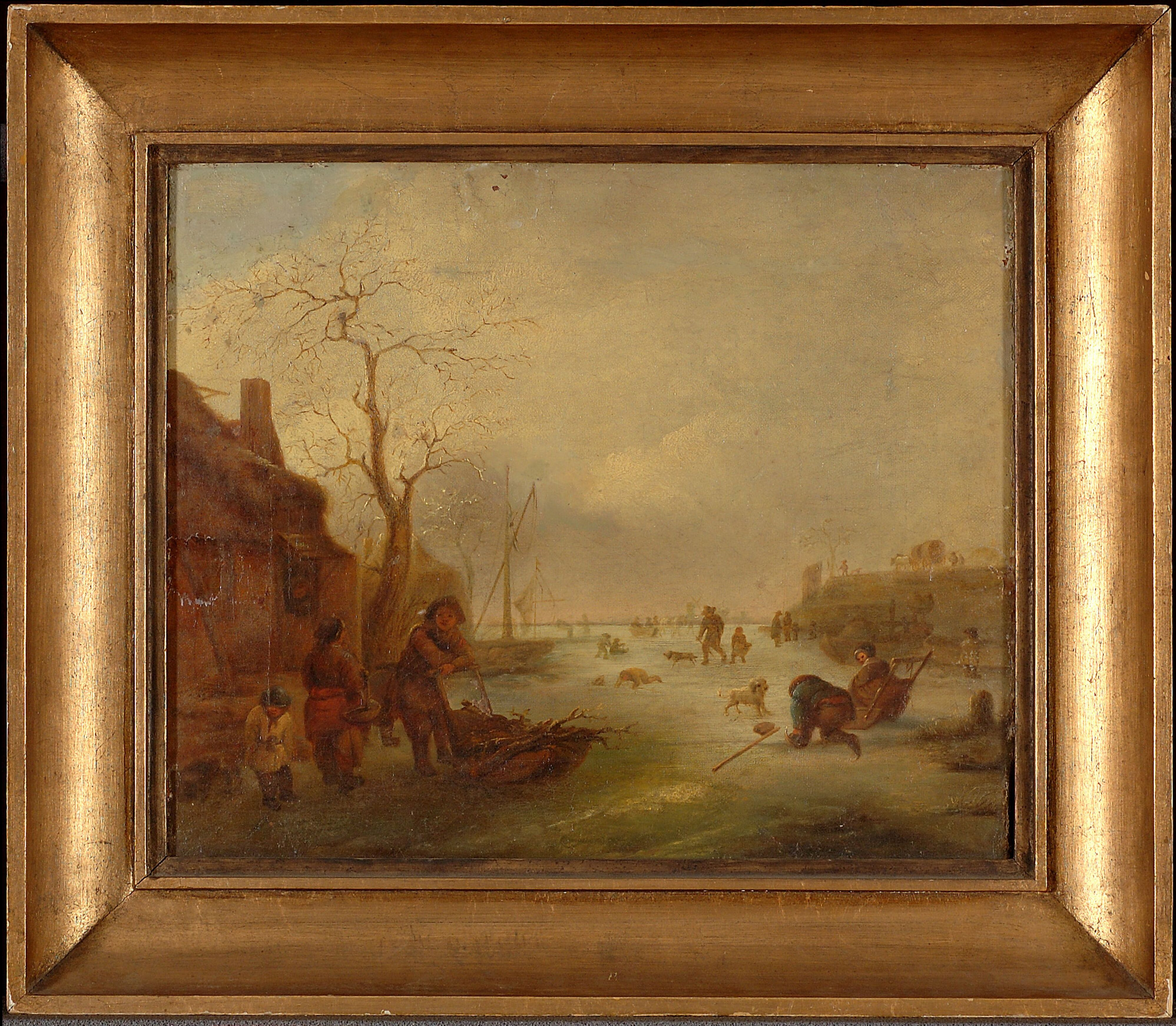
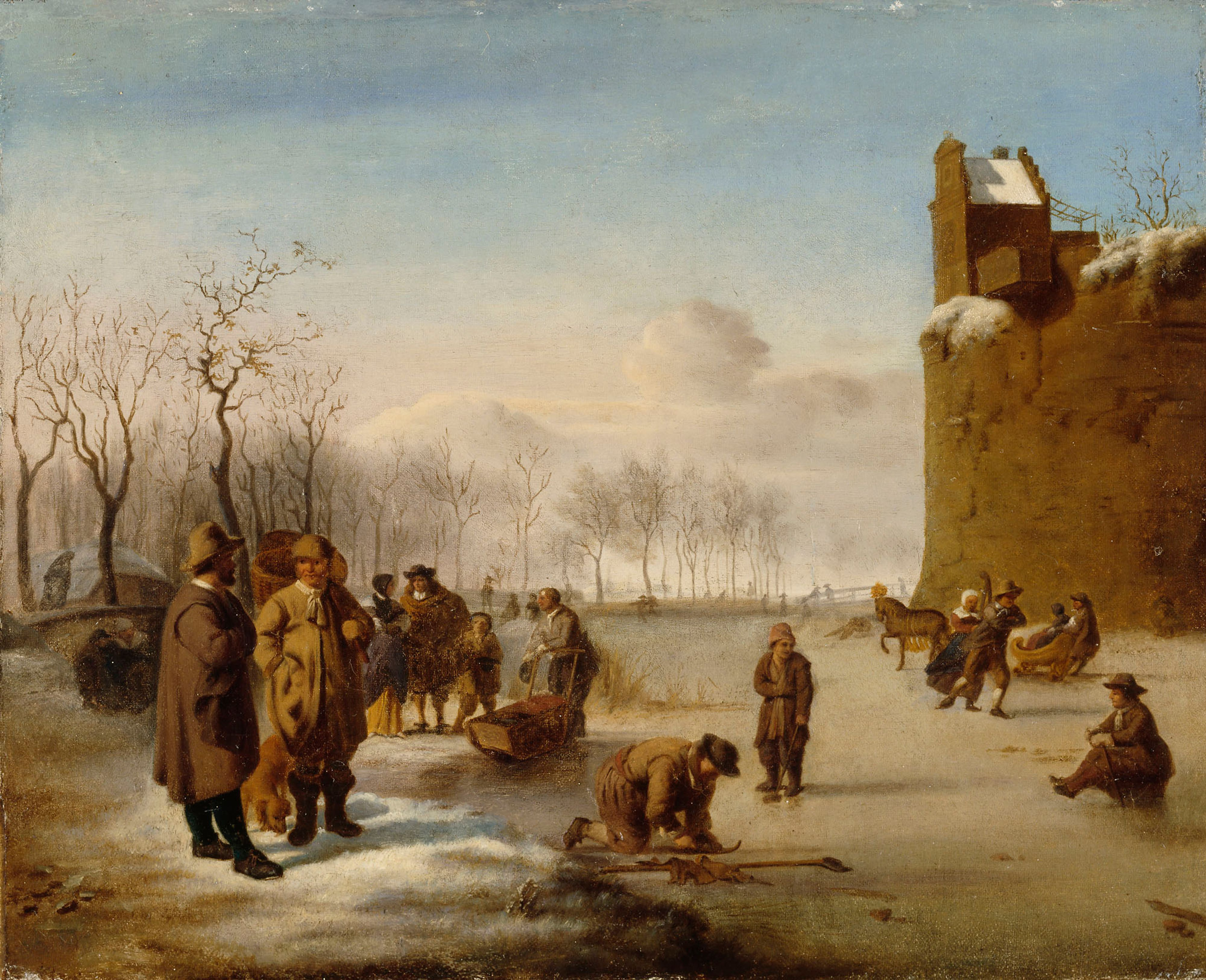

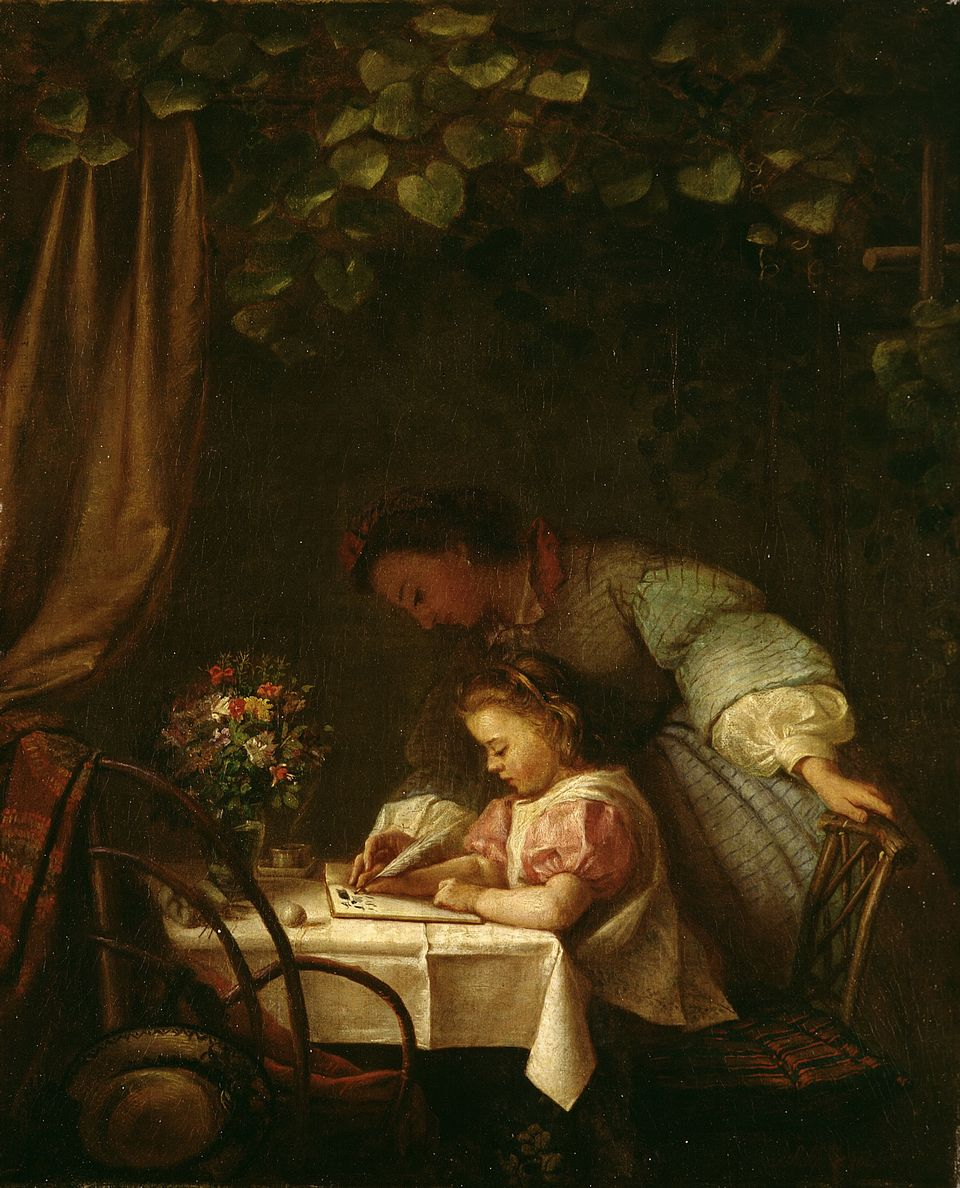
زنی در حال آموزش خواندن به کودک